# Площадь Фридриха

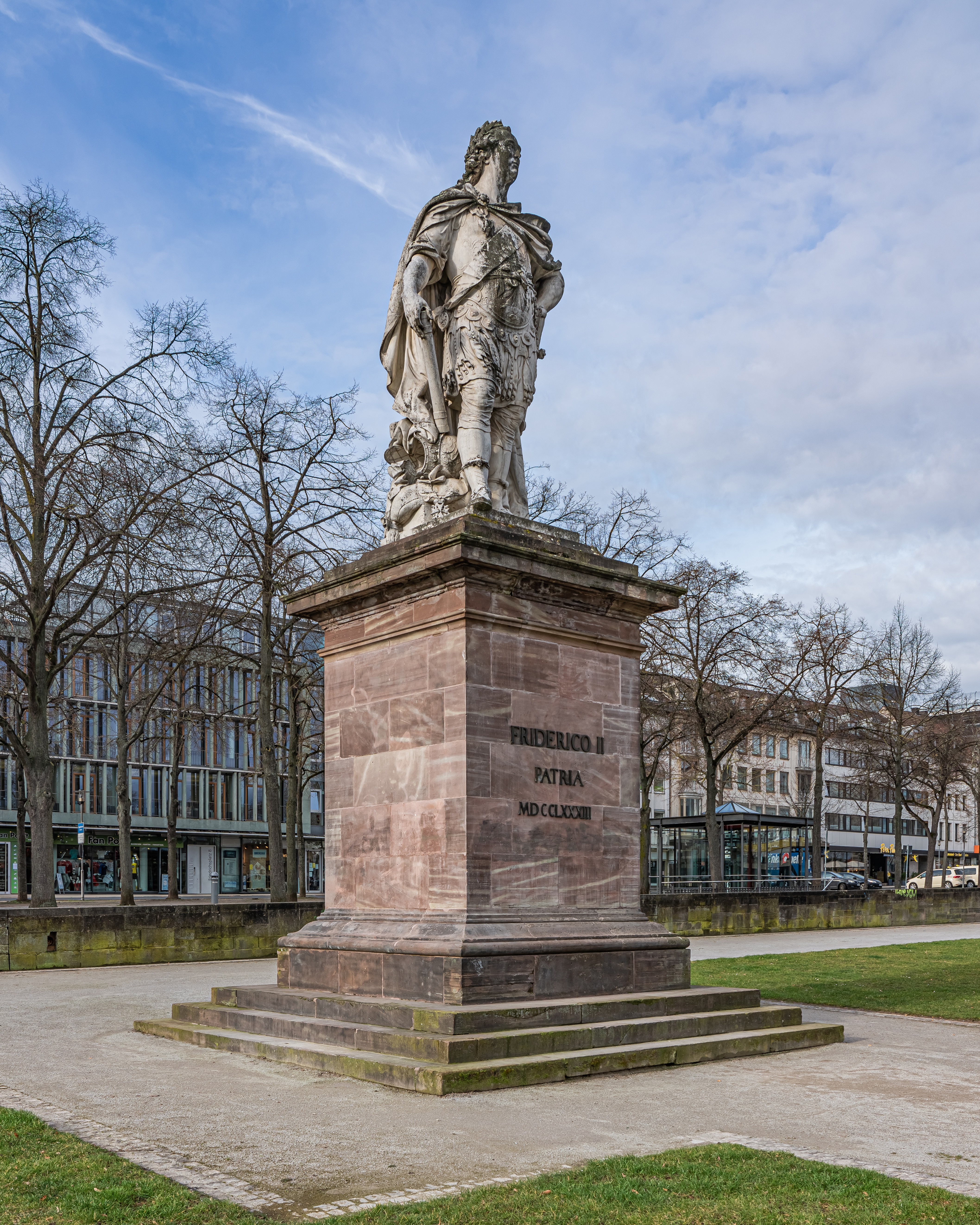
Фридрих II Гессен-Кассельский

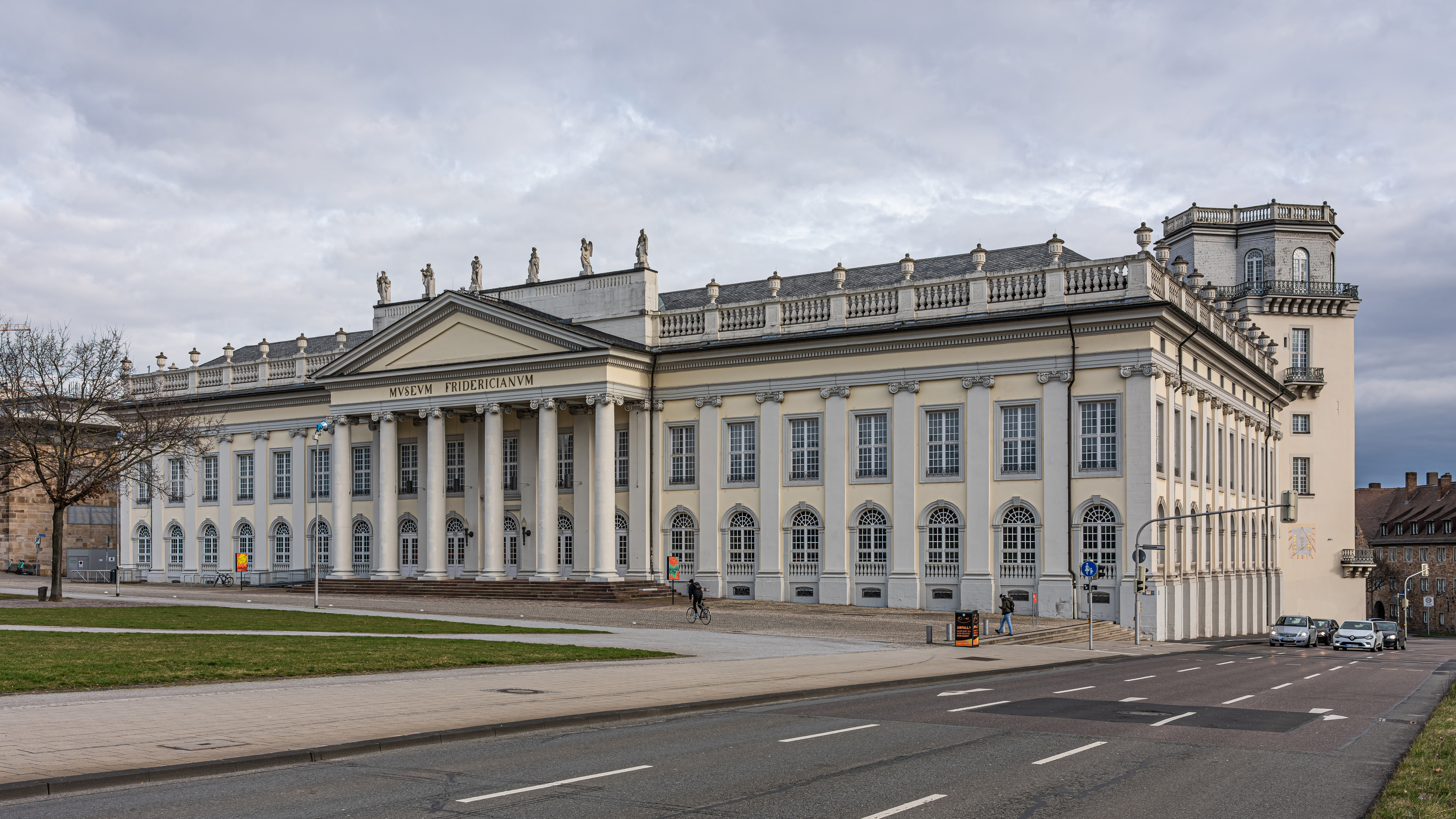
Фридерицианум

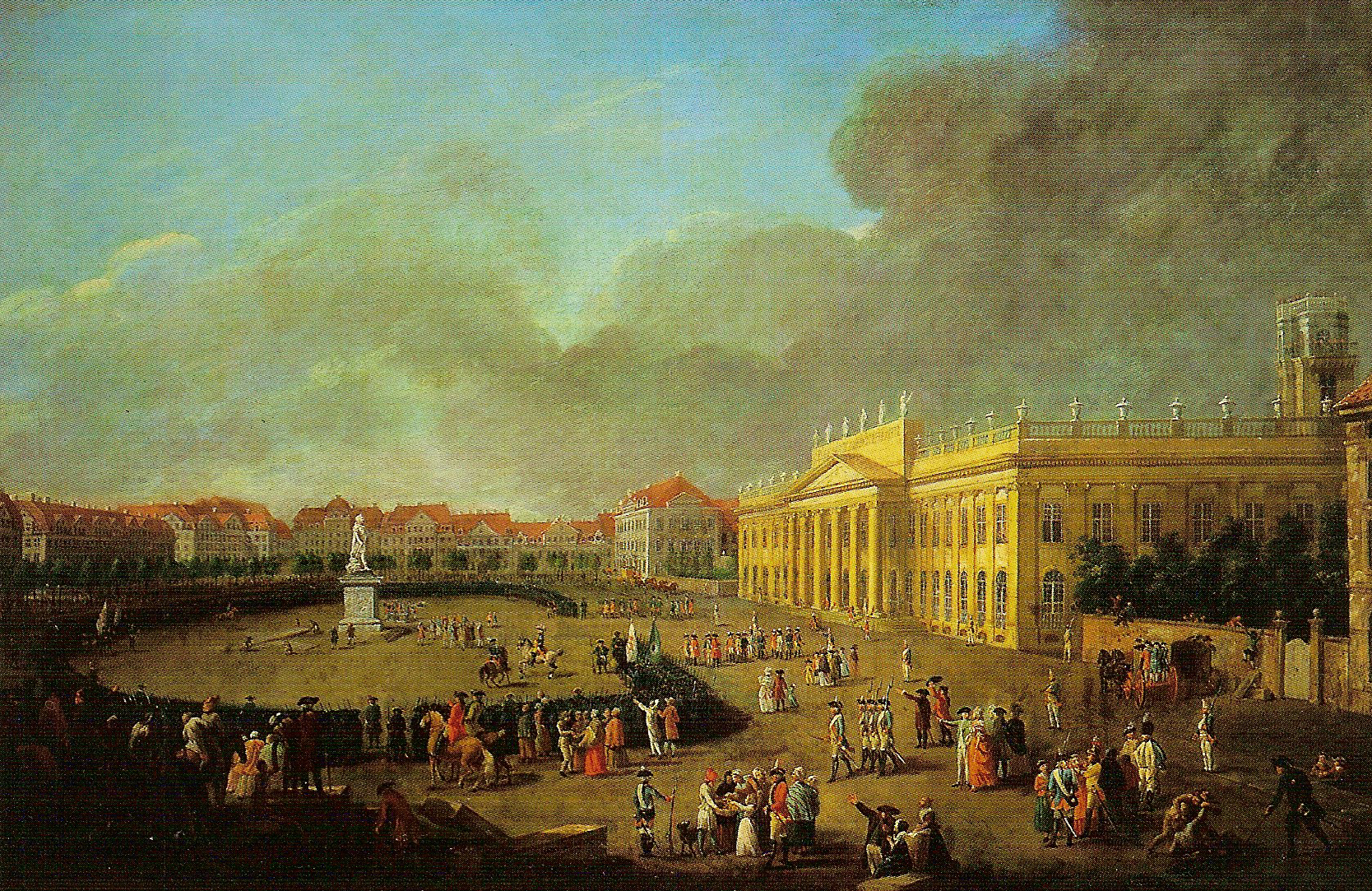
Площадь Фридриха. 1783

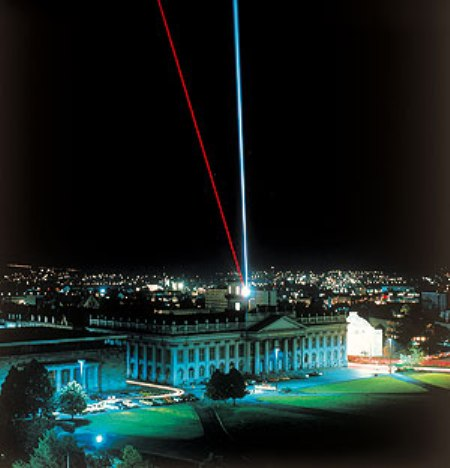
Площадь Фридриха ночью. Преломление лазерного луча Laserscape Kassel в Цверентурме

Площадь Фридриха (Фридрихсплац, нем. Friedrichsplatz) — площадь в центре Касселя в Гессене. Имеет размеры примерно 340×112 м и является одной из самых больших внутренне-городских площадей Германии. Площадь построена в стиле барокко.

## История
Площадь Фридриха появилась в XVIII веке в ходе планомерной перестройки столицы Касселя и названа в честь ландграфа Фридриха II Касселя-Гессенца. Главным архитектором выступил Симон Луис де Рей.

## Архитектура
С северо-восточной стороны находится Кассельский государственный театр. Башня Цверентурм в которой более 200 лет находилась обсерватория и которая сегодня служит центральным пунктом преломления и отражение лазерных лучей Laserscape Kassel .А также первый театр Германии Оттониум.
Напротив театра почётное место занимает музей Фридерицианум. На юго-западе разместилась здание медицинского страхования AOK.
Ближе к старому городу площадь Фридриха граничит с так называемой Королевской улицей (нем. Königstraße), на которой находится Королевская галерея и которая ведёт к Королевской площади Касселя.
Перед спуском в один из самых красивейших парков Европы «Карлсауэ» разместилось Раменбау или как его называют «Ауэокно» через которое можно увидеть Оранжерею Касселя.
Между «Карлсауе» и государственным театром разместился выставочный художественный зал documenta-Halle который предназначен для организации и проведении «documenta».
В центре площади воздвигнут памятник в честь Фридрихa II.
Также здесь находится скульптура «Погибшим от насилия» от советского скульптора авангардиста Сидура Вадима Абрамовича. Не менее интересным может показаться плата « вертикального километра» от скульптора Де Мария, Уолтер.
На площади ежегодно устраивается фейерверк, различного рода митинги, фестивали, всевозможные разновидности Open air и другие значимые события города.
На сегодняшний день площадь Фридриха является центральным местом проведения одного из самых больших международных мероприятий documenta.
По выходным ночью можно наблюдать преломление лазерного луча шоу Laserscape Kassel от статуи Геркулеса до оранжереи Касселя.
Перед главным входом в музей Фридерицианум посажен дуб. Этот дуб является произведением лэнд-арта работы Йозефа Бойса, которое символизирует посадку 7000 Дубов в Касселе.